# سپیددشت (خرم‌آباد)
سپیددشت شهری است در استان لرستان در غرب ایران. این شهر مرکز بخش پاپی از توابع شهرستان خرم‌آباد است. راه‌آهن تهران جنوب از این شهر می‌گذرد و دارای طبیعت بکر و زیبا بوده و پیرامون آن را کوهستان فراگرفته با خرم‌آباد حدود ۸۰ کیلومتر و با دورود ۴۲ کیلومتر فاصله دارد. از نظر موقعیت جغرافیایی، سپیددشت دارای عرض جغرافیایی ۳۳٫۱۲ درجه و طول جغرافیایی ۴۸٫۵۸ درجه بوده و ارتفاع آن از سطح دریا ۱۰۲۱ متر می‌باشد. این منطقه از نظر اقلیم آب و هوایی سرد دارد اما در روزهای گرم سال دمای هوای آن تا ۴۰ درجه سانتی گراد هم می‌رسد.
یکی از ویژگی‌های بارز شهر سپیددشت که حتی می‌توان گفت از دلایل عمده شکل‌گیری این شهر می‌باشد قرار گرفتن بر مسیر راه‌آهن تهران - جنوب می‌باشد. شهر سپیددشت در محدوده اداره کل راه‌آهن لرستان و کیلومتر ۹۸۱+۵۰۷ محور تهران ـ خرمشهر قرار گرفته‌است. سپیددشت سومین ایستگاه از دورود و در فاصله ۴۲ کیلومتری آن قرار گرفته‌است. این ایستگاه از نظر تقسیمات خط در محدوده حوزه ۱۱ و قطعه ۳۱ می‌باشد. ایستگاه‌های طرفین آن از سمت شمال: بیشه با فاصله ۱۳ کیلومتری و از سمت جنوب چمسنگر با فاصله ۱۷ کیلومتری می‌باشند.
فلسفه نامگذاری سپیددشت بخاطر وجود سه پیچ خط راه‌آهن که از این شهر می‌گذرد، می‌باشد؛ به عبارت دیگر چون در زبان لری به پیچ راه، پید می‌گویند و در زمان احداث راه‌آهن به دلیل کوهستانی بودن این منطقه و اختلاف ارتفاع ورودی و خروجی شهر، مهندسان وقت مجبور به استفاده از سه پیچ راه بودند، به همین خاطر آن منطقه به سپیددشت معروف شد یعنی دشتی که سه پیچ راه‌آهن از آن می‌گذرد.
رودخانه سزار و رودخانه زز دو رودخانه‌ای هستند که از سپیددشت می‌گذرند.

## موقعیت جغرافیایی
شهر سپیددشت به عنوان گلوگاهی بین شهرهای خرم‌آباد، دورود، منطقه شول‌آباد الیگودرز و اندیمشک قرار دارد.

## جاذبه‌های گردشگری
از آبشارهایی که به سپیددشت نزدیک هستند می‌توان به آبشار بیشه، آبشار تاف، آبشار گریت و آبشار شوی و آبشار تاف غضب (روستای 501)اشاره کرد. در اطراف سپیددشت مکان‌های تفریحی زیادی از جمله: دره اناران، کومو، رونه، بوتک، گازه، خشکی، آبسرده، کسمت، چلقادی، امارت، باکش و … وجود دارد.
زیستگاه سه گونه از ماهیان کور غار که فقط در این منطقه از دنیا یافت می‌شوند در یک غار آبی در زیر کوه چیلنگ روستای لون در دهستان تنگ هفت این بخش (پاپی) شهرستان خرم‌آباد می‌باشد همچنین این بخش یکی از زیستگاه‌های گونهٔ بومی و منحصر به فرد سمندر لرستانی می‌باشد که در دنیا فقط در جنوب استان لرستان و شمال استان خوزستان یافت می‌شود نیز می‌باشد.

## زبان
مردم این منطقه بیشتر به زبان لری سخن می گویند.
مردم این شهر اغلب کارمند و مغازه دار هستند که البته فعالیت‌هایی در زمینه زنبور داری، پرورش ماهی قزل آلا، کشاورزی و دامداری انجام می‌دهند.

## جمعیت
بر پایه سرشماری عمومی نفوس و مسکن در سال ۱۳۹۵ جمعیت این شهر ۲٬۹۱۷ نفر (۸۰۹ خانوار) بوده‌است.
در سپیددشت جاذبه های گردشگری فراوانی وجود دارد این منطقه سرشار از چشمه و آبشار های طبیعی و رودخانه های فصلی و دائمی می باشد طبیعت سپیددشت در فصل بهار هر ساله پذیرای گردشگران داخلی و خاری می باشد 